# Oeceoclades
Genre
Classification phylogénétique
Oeceoclades est un genre d'orchidées lithophytes, comptant environ 40 espèces originaires d'Afrique subsaharienne et principalement de Madagascar.

## Étymologie
Le nom Oeceoclades a été formé à partir du grec "οικείος" = logis et du latin "cladis"= destruction.

## Répartition
La plupart des espèces sont endémiques à Madagascar. Certaines espèces sont dispersées en Afrique subsaharienne et dans les îles de l'Océan Indien.
Oeceoclades maculata a été introduite en Amérique tropicale (Floride, Mexique, Antilles et Brésil) où elle peut être considérée localement comme une plante invasive.

## Liste d'espèces
- Oeceoclades alismatophylla  (Rchb.f.) Garay & P.Taylor (1976)
- Oeceoclades ambongensis  (Schltr.) Garay & P.Taylor (1976)
- Oeceoclades ambrensis  (H.Perrier) Bosser & Morat (2001)
- Oeceoclades analamerensis  (H.Perrier) Garay & P.Taylor (1976)
- Oeceoclades analavelensis  (H.Perrier) Garay & P.Taylor (1976)
- Oeceoclades angustifolia  (Senghas) Garay & P.Taylor (1976)
- Oeceoclades antsingyensis  G.Gerlach (1995)
- Oeceoclades atrovirens  (Lindl.) Garay & P.Taylor (1976)
- Oeceoclades aurea  Loubr. (1994)
- Oeceoclades boinensis  (Schltr.) Garay & P.Taylor (1976)
- Oeceoclades calcarata  (Schltr.) Garay & P.Taylor (1976)
- Oeceoclades callmanderi  Bosser (2006)
- Oeceoclades cordylinophylla  (Rchb.f.) Garay & P.Taylor (1976)
- Oeceoclades decaryana  (H.Perrier) Garay & P.Taylor (1976)
- Oeceoclades flavescens  Bosser & Morat (2001)
- Oeceoclades furcata  Bosser & Morat (2001)
- Oeceoclades gracillima  (Schltr.) Garay & P.Taylor (1976)
- Oeceoclades hebdingiana  (Guillaumin) Garay & P.Taylor (1976)
- Oeceoclades humbertii  (H.Perrier) Bosser & Morat (2001)
- Oeceoclades lanceata  (H.Perrier) Garay & P.Taylor (1976)
- Oeceoclades latifolia  (Rolfe) Garay & P.Taylor (1976)
- Oeceoclades lonchophylla  (Rchb.f.) Garay & P.Taylor (1976)
- Oeceoclades longebracteata  Bosser & Morat (2001)
- Oeceoclades lubbersiana  (De Wild. & Laurent) Garay & P.Taylor (1976)
- Oeceoclades maculata  (Lindl.) Lindl. (1833) - especie tipo
- Oeceoclades pandurata  (Rolfe) Garay & P.Taylor (1976)
- Oeceoclades perrieri  (Schltr.) Garay & P.Taylor (1976)
- Oeceoclades petiolata  (Schltr.) Garay & P.Taylor (1976)
- Oeceoclades peyrotii  Bosser & Morat (2001)
- Oeceoclades quadriloba  (Schltr.) Garay & P.Taylor (1976)
- Oeceoclades rauhii  (Senghas) Garay & P.Taylor (1976)
- Oeceoclades roseovariegata  (Senghas) Garay & P.Taylor (1976)
- Oeceoclades saundersiana  (Rchb.f.) Garay & P.Taylor (1976)
- Oeceoclades sclerophylla  (Rchb.f.) Garay & P.Taylor (1976)
- Oeceoclades seychellarum  (Rolfe ex Summerh.) Garay & P.Taylor (1976)
- Oeceoclades spathulifera  (H.Perrier) Garay & P.Taylor (1976)
- Oeceoclades ugandae  (Rolfe) Garay & P.Taylor (1976)
- Oeceoclades zanzibarica  (Summerh.) Garay & P.Taylor  (1976)
- Oeceoclades versicolor